# Społeczność internetowa
Społeczność internetowa, społeczność wirtualna (z ang. virtual community, e-community, online community) – zbiorowość ludzi, w której interakcje odbywają się za pośrednictwem Internetu (komunikacja internetowa).

## Rodzaje społeczności internetowych
Typowe społeczności internetowe powstają w oparciu o:
- grupy dyskusyjne (Usenet)
- mejlowe listy dyskusyjne (ang. mailing list)
- fora dyskusyjne
- kanały IRC
- czaty
- portale lub wortale internetowe (np. Flickr)
- blogi
- serwisy społecznościowe

## Społeczność człowiekiem roku
Amerykański tygodnik "Time" przyznał społeczności internetowej tytuł "Człowieka Roku". Za wzorcowe przykłady Time wymienił społeczności Wikipedii (kosmicznego kompendium wiedzy), MySpace i YouTube, honorując w ten sposób masowy rozwój internetowych treści i społeczności, tworzonych poprzez sieć. Treść uzasadnienia: "Za przejęcie sterów globalnych mediów, za ustanowienie i kształtowanie nowej, cyfrowej demokracji; za pracę za darmo i ogranie profesjonalistów w ich własnej grze – Ty zostajesz Człowiekiem roku 2006 „Time”".

## Definicje pojęcia
Pojęcia społeczność wirtualna użył najprawdopodobniej po raz pierwszy w 1994 Howard Rheingold określając je jako: grupy ludzi, którzy mogą, lub nie, spotkać się twarzą w twarz, i którzy wymieniają słowa oraz idee za pośrednictwem klawiatury. W wydanej już w 1993 książce:  The Virtual Community: Homestanding on the Electronic Frontier Rheingold definiuje s.w.: społeczne agregracje, pojawiające się w Sieci, kiedy dyskusje ludzi trwają dostatecznie długo, z dostateczną dozą uczuć, tak by tworzyły się osobiste relacje.
Społeczności internetowe można definiować w różne sposoby. W podstawowym znaczeniu są to wszelkie wspólnoty ludzi – choćby tymczasowe – zgromadzone wokół wspólnego celu lub dyskusji na interesujący dla wszystkich temat.
[...] Według Esther Dyson, społeczność internetowa to "zbiorowość, w której ludzie żyją, pracują i bawią się". Ta definicja bardziej przypomina charakterystykę rzeczywistego społeczeństwa (lub jego wycinka), które reguluje wszystkie sfery działalności człowieka.
W ramach sprawdzania popularności różnych społeczności zakłada się specjalne toplisty.

## Społeczności internetowe w Polsce
Powstanie liczących się polskich portali społecznościowych datowane jest na lata 2004 – 2006 (nasza-klasa, grono.net). Od tej pory polska sieć rozwija się właśnie w kierunku portali integrujących funkcje zarówno forum, jak i czatów, list dyskusyjnych i multigalerii.
Społecznością internetową występującą w Polsce są również państwa wirtualne.